# Linia kolejowa Kralupy nad Vltavou – Velvary
Linia kolejowa Kralupy nad Vltavou – Velvary (Linia kolejowa nr 111 (Czechy)) – jednotorowa, regionalna i niezelektryfikowana linia kolejowa w Czechach. Łączy Kralupy nad Vltavou i Velvary. Przebiega w całości przez terytorium kraju środkowoczeskiego.